# Regencja
Regencja – zastępcze wykonywanie władzy monarszej przez upoważnioną do tego osobę w czasie, kiedy panujący sam władzy swojej sprawować nie może.
Najczęstszym powodem do ustanowienia regencji w monarchii dziedzicznej jest małoletność, w chwili śmierci panującego, powołanego na tron następcy (regencja zwykła). Poza tym regencja ma miejsce w razie długotrwałej lub nieuleczalnej choroby panującego, a także w razie jego dłuższego przebywania poza granicami własnego państwa. W ostatnim wypadku zakres uprawnień i władzy regenta (tj. sprawującego regencję) bywa zazwyczaj określany przez samego panującego.